# Villa Ebbinghaus

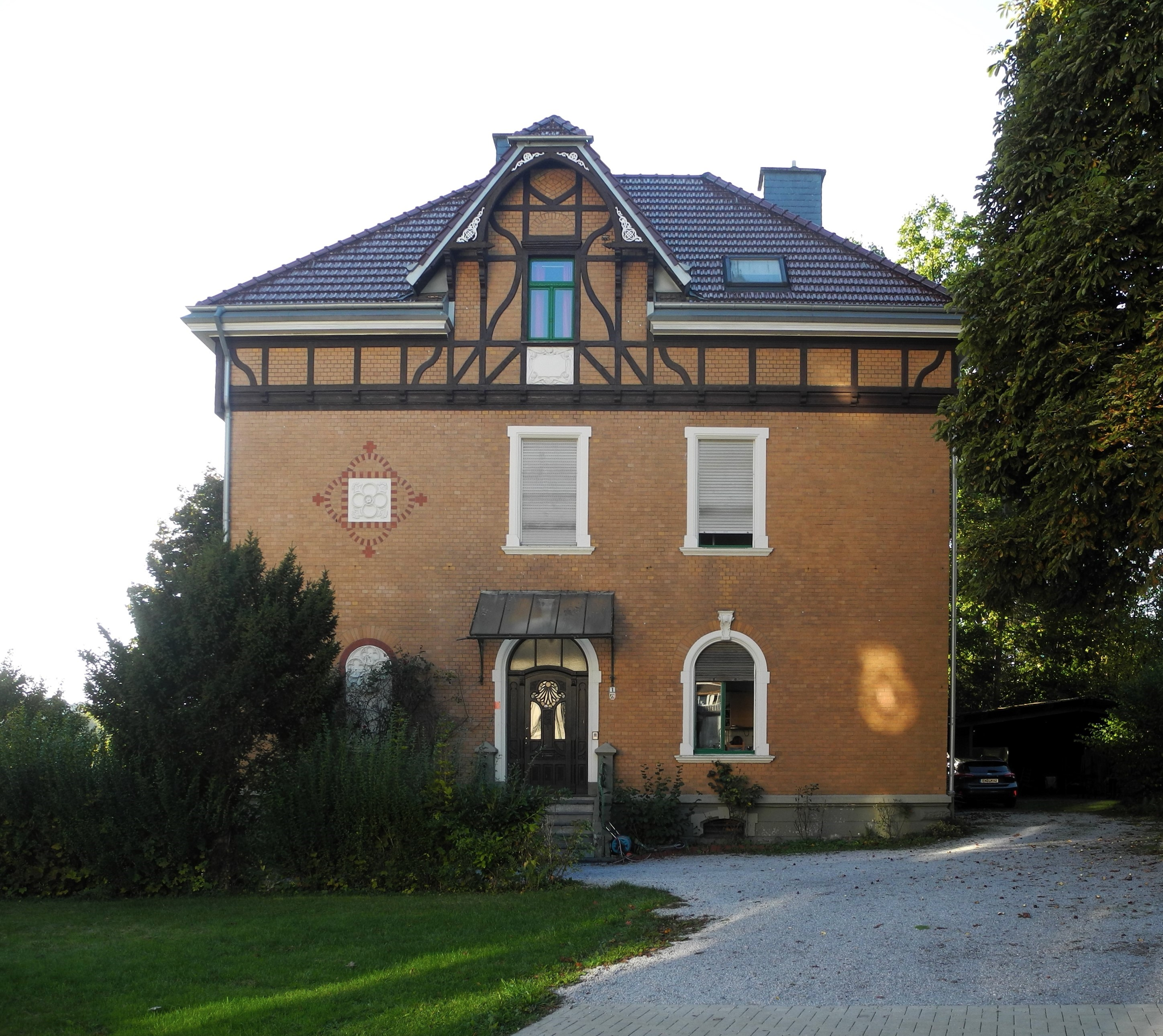
Eingangsseite

Die Villa Ebbinghaus, postalische Anschrift Hochstraße 1, ist ein denkmalgeschütztes, 1902 errichtetes Wohngebäude im Ennepetaler Ortsteil Altenvoerde.

## Beschreibung
Die frei auf einem Eckgrundstück stehende Villa wurde von dem Hagener Architekten Emil Eichelberg im Auftrag von W. Ebbinghaus errichtet. Es handelt sich um ein zweigeschossiges Gebäude im traditionalistischen Landhausstil mit Jugendstileinflüssen. Der Baukörper wurde in massiver Ziegelbauweise errichtet. Das Dachgeschoss, über das sich ein Walmdach befindet, besitzt dagegen ein Zierfachwerk mit teilweiser Verschieferung. Die Holzsprossenfenster werden von weißen Stuckrahmungen umfasst. Im Erdgeschoss weisen sie Rundbögen und teilweise ausgeprägte Sturzgesimse auf.
Zu den beiden Straßenseiten hin besitzt das Dach Ziergiebel mit Krüppelwalmdächern und reichhaltigen, farbigen Ortgangschnitzwerk. Auf der Gartenseite ist eine Auslucht für das Obergeschoss angegliedert worden. Der Eingang besitzt ein fein gearbeitetes Glasvordach und schmiedeeiserne Aufganggeländer. Die Türe ist aus Holz und mit Jugendstilglasornamentik reich verziert. Ein Emblem aus Stuck wird im Eingangsbereich von andersfarbigen Klinkern umfasst. Eine Bruchsteinmauer mit gründerzeitlichem Eisengeländer friedet die Villa ein.